# Robert Fulda
Robert Fulda (ur. 1873 w Moskwie, zm. 1944 w Szwajcarii) – rosyjski prawnik, działacz sportowy, trener.

## Biografia
Pochodził z rodziny niemieckich handlowców, którzy osiedlili się w Rosji w XIX wieku. Studiował prawo na moskiewskim Uniwersytecie, jednak nie był zainteresowany pracą w tym zawodzie. Pasjonował się sportem, grał w tenisa i piłkę nożną. Był założycielem klubu piłkarskiego Sokolniki i organizatorem Moskiewskiej Ligi Piłkarskiej. Przetłumaczył także na rosyjski przepisy gry w football. W 1914 został trenerem reprezentacji Imperium Rosyjskiego oraz prezesem Wszechrosyjskiego Związku Piłki Nożnej (WFS).
Po Rewolucji w Rosji wyemigrował do Niemiec, a następnie do Szwajcarii, gdzie zmarł w 1944.